# Carl-Olof Morfeldt
Carl-Olof Oskar Morfeldt, född 19 maj 1919 i Hedemora, död 21 december 2003 i Lidingö, var en svensk geolog och affärsman. Han var son till kongomissionärerna Oskar Morfeldt och Judit Johansson. Han var grundare och VD för Hagconsult AB, ett företag som ägnar sig åt geoteknisk konsultverksamhet, och blev även majoritetsägare 1964. Morfeldt var den främsta auktoriteten inom geotekniska studier vid byggnad i Sverige och expert på att bygga tunnlar och rum i berggrunden. Morfeldt tilldelades ett hedersdoktorat av Chalmers tekniska högskola 1979. 1999 tilldelades han priset Årets geolog av Naturvetarna.